# Virtua Cop 2
Virtua Cop 2 è uno sparatutto in prima persona creato dalla Sega-AM2 e pubblicato per la prima volta nel 1995. Infatti è stato creato per Sega Saturn nel 1996 e convertito per PC nel 1997, in seguito anche per PlayStation 2 nel 2002, successivamente rinominato con il titolo Virtua Cop Elite Edition.
La versione successiva del gioco è Virtua Cop 3.

## Trama
Michael Hardy (Rage) e James Cools (Smarty) distruggono l'impero criminale della E.V.I.L Inc.. Tre dei suoi leader, "King", "Boss", e "Kong" sono tutti in un carcere federale di massima sicurezza. Il quarto membro della E.V.I.L Inc., il terrorista internazionale Joe Fang si crede sia rimasto ucciso nello schianto del suo elicottero (nel primo Virtua Cop), sebbene il suo corpo non sia stato mai trovato. Dopo la caduta della E.V.I.L Inc., un'indagine approfondita sul loro mercato nero e attività di contrabbando d'armi fu avviata dalla banca di Virtua City. Intanto, l'unità di polizia investigazioni speciali di Virtua City ha un nuovo membro Janet Marshall (Janet), esperta in profili psicologici criminali. Il vice-presidente della banca di Virtua City viene assassinato in oscure circostanze, definite ufficialmente accidentali. I gonfi conti dell'ormai defunta organizzazione E.V.I.L., che era stato sospettato di riciclaggio, sono stati svuotati durante la notte. Intanto, dall'altra parte della città, avviene una clamorosa rapina alla luce del giorno ai danni dei più grandi gioiellieri dello stato. E sul sito della nuova costruzione della metropolitana, c'è stata una quantità insolita di attività inspiegabili che hanno coinvolto materiale molto sospetto.

## Modalità di gioco
Virtua Cop 2 offre tre livelli attraverso i quali il movimento del giocatore è automatizzato su un percorso predeterminato. È compito del giocatore sparare ai criminali che appaiono prima dello scadere del tempo. Lungo il percorso ci saranno diversi oggetti in background, che possono essere rotti ed alcuni possono contenere esplosivi o armi. Alla fine di ogni livello vi è una battaglia con il boss ed alla fine dei tre livelli c'è la battaglia contro il boss finale.

### Livelli
Il gioco si divide in tre livelli:
Stage 1: Beginner:
In questo primo livello interromperai una rapina in corso e partirai all'inseguimento dei criminali con una macchina.
Stage 2: Medium:
Nel secondo livello dovrai salvare il sindaco di Virtua City.
Stage 3: Expert:
Seguire i ladri nella metropolitana di Virtua City e distruggere il loro quartier generale sotterraneo.
Final Stage:
È direttamente l'ultimo livello con cui combatterai contro il boss finale.